# Phare d'entrée de Saint-Joseph

Le phare d'entrée de Saint Joseph (en anglais : St. Joseph North Pier Outer Light), est l'un des deux phares du lac Michigan, situé à l'embouchure de la rivière Saint-Joseph devant la ville de Saint-Joseph, dans le Comté de Berrien, Michigan.
Ce phare est inscrit au Registre national des lieux historiques depuis le 9 novembre 2005 sous le n° 05001211.

## Historique
La première station de signalisation a été construite en 1832. Les deux feux actuels datent de 1906 et 1907, après que l'agrandissement de la jetée effectué en 1904.
La tour d'alignement avant est construite en ossature d'acier et recouverte de tôles métalliques. Elle est surmontée d'une salle de lanterne à neuf côtés. La tour est équipée d'un objectif Barbier, Bénard et Turenne du cinquième ordre qui produisait une lumière rouge fixe. Celle-ci est maintenant exposée au St. Joseph Heritage Museum.

### Statut actuel
En 2008, les feux d'alignement intérieur et extérieur de la jetée nord ont été jugés excédentaires. La propriété des lumières a été transférée à la ville de St. Joseph en 2013 en vertu de la National Historic Lighthouse Preservation Act of 2000. Un comité a été formé en 2014 qui a recueilli 2 millions de dollars en dons privés pour restaurer entièrement les phares de la jetée. La tour ouverte aux visites payantes certains vendredis et samedis pendant l'été.

## Description
Le phare actuel est une tour circulaire en fonte, avec galerie et lanterne, de 9 m de haut. La tour est peinte en blanc et la lanterne est noire.
Son feu isophase émet, à une hauteur focale de 9,5 m, une lumière blanche de trois secondes par période de 6 secondes. Sa portée est de 11 milles nautiques (environ 20 km). Il est équipé d'une corne de brume émettant un souffle par période de 30 secondes, au besoin.

## Caractéristiques dufeu maritime
Fréquence : 6 secondes (W)
- Lumière : 3 secondes
- Obscurité : 3 secondes

Identifiant : ARLHS : USA-798 ; USCG :  7-19515 .

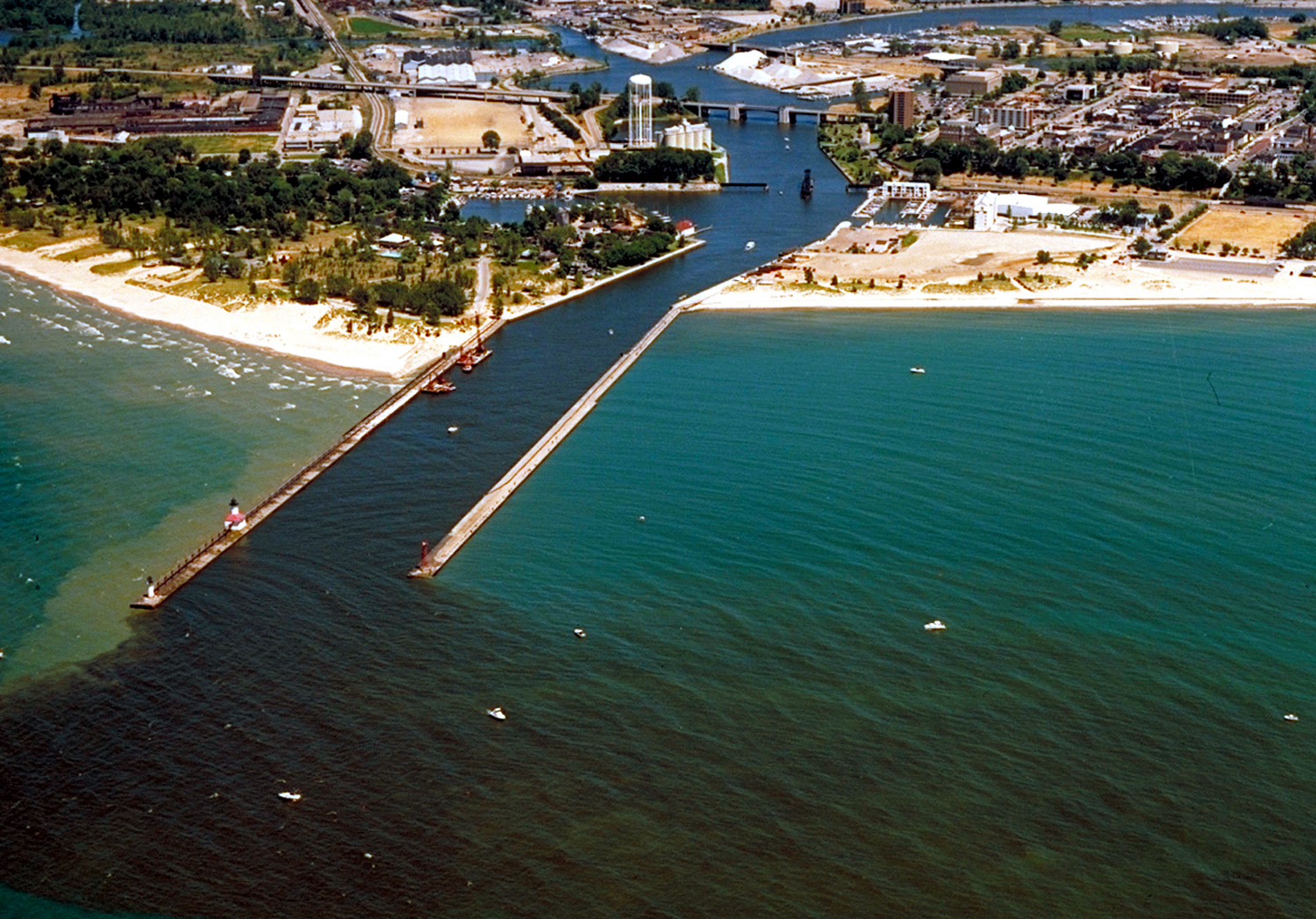
St. Joseph (vue aérienne)
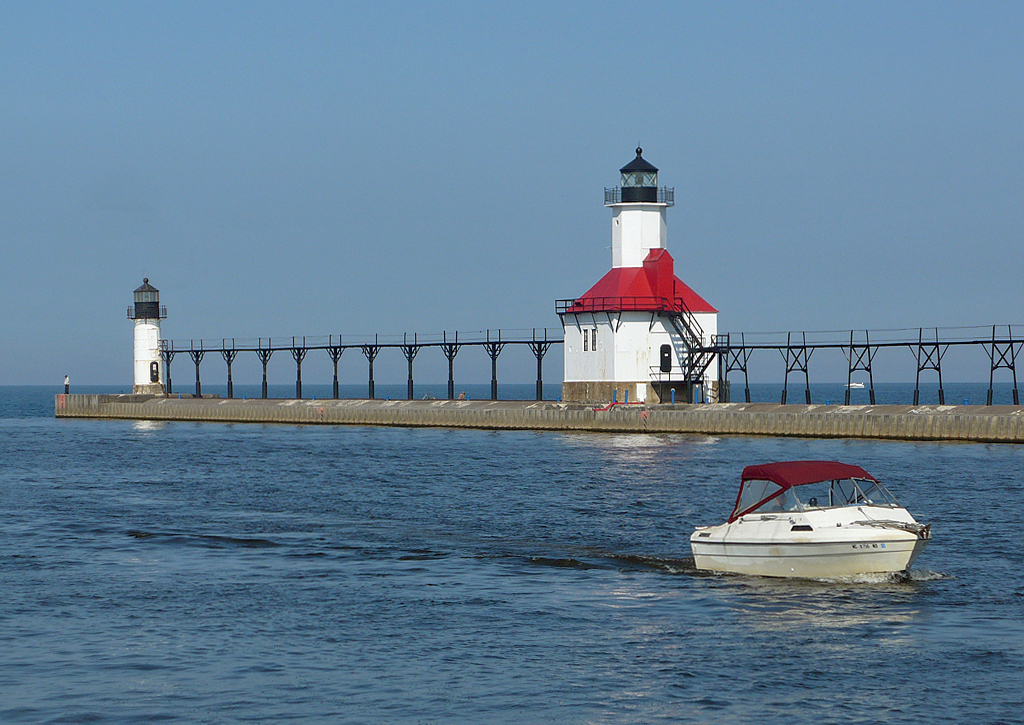
Les deux phares

### Lien connexe
- Liste des phares au Michigan